# 凱特·莎莫史克爾
凱特·莎莫史克爾（英語：Kate Summerscale，1965年—）是一名英國作家及記者。莎莫史克爾小時候曾居於日本及智利，後來回到牛津大學完成學位課程及於史丹佛大學獲得傳理學的碩士學位。工作上，她曾任職獨立報及每日電訊報，又為衛報撰寫文章。寫作上，她憑《鯨礁的女王》獲得1998年的毛姆文學獎。2008年，她憑《威徹爾先生的猜疑》贏得薩繆爾·約翰遜獎。